# Граф Монмут

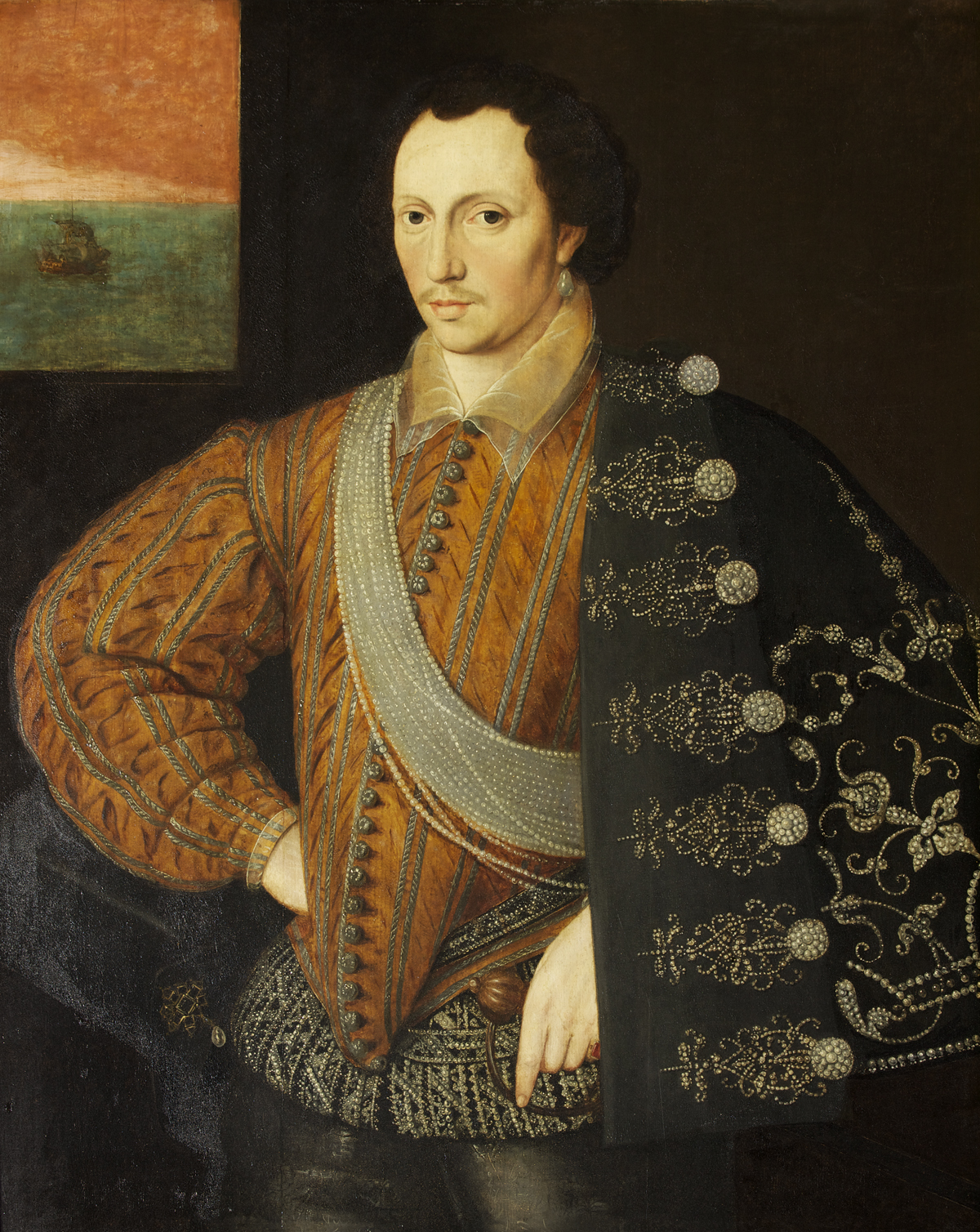
Роберт Кэри, 1-й граф Монмут (1560—1639)

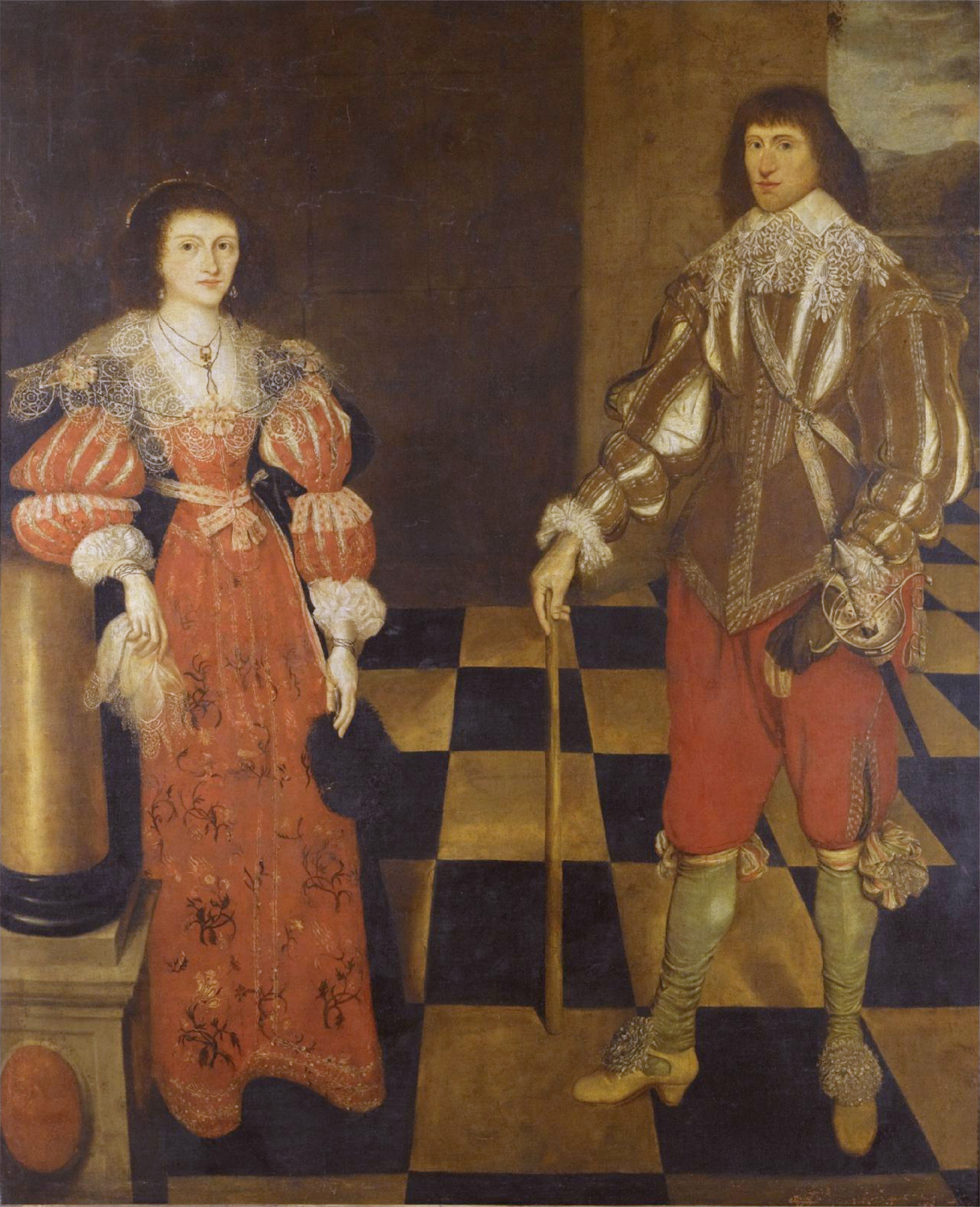
Генри Кэри, 2-й граф Монмут, и его жена

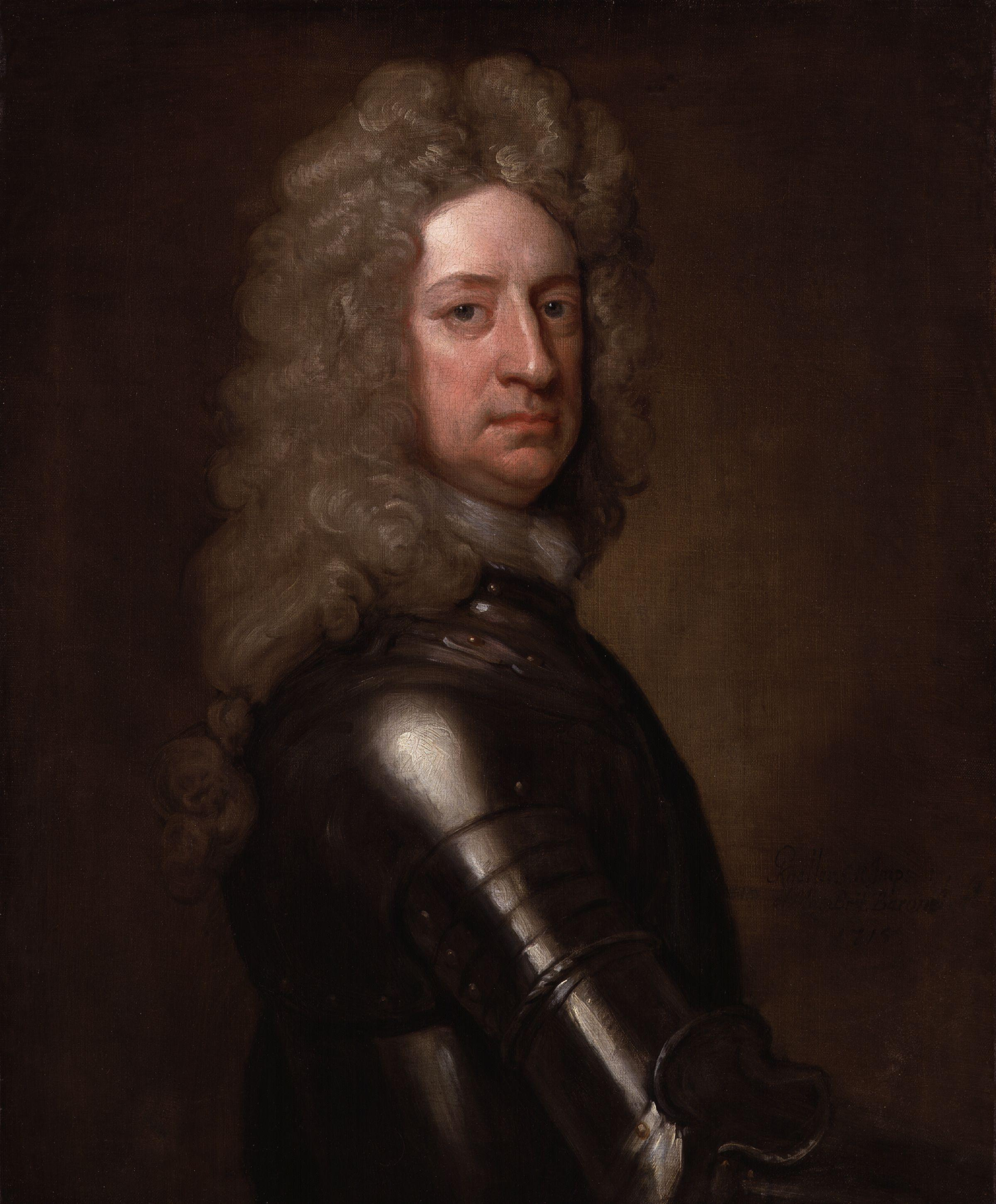
Чарльз Мордаунт, 3-й граф Питерборо, 1-й граф Монмут, 8-й барон Мордаунт (1658—1735)

Граф Монмут  (англ. Earl of Monmouth) — аристократический титул, созданный дважды в системе пэрства Англии. Первый раз титул был создан 7 февраля 1626 года для Роберта Кэри, 1-го барона Кэри (1560—1639). Еще 6 февраля 1622 года он получил титул 1-го барона Кэри из Леппингтона (пэрство Англии). Роберт Кэри заседал в Палате общин Англии от Морпета (1586—1589), Каллингтона (1593), Нортумберленда (1597—1598, 1601) и Грампунда (1621—1624), а также занимал должность лорда-лейтенанта графства Стаффордшир (1627—1629). Ему наследовал в 1639 году его старший сын Генри (1596—1661). Он избирался депутатом Палаты общин от Камелфорда (1621—1622), Беверли (1624—1625), Трегони (1625), Сент-Моуса (1626) и Грампунда (1628—1629). В 1661 году после смерти Генри Кэри, 2-го графа Монмута, не оставившего после себя мужских потомков, титул графа Монмута прервался.
9 апреля 1689 года титул графа Монмута был вторично создан для Чарльза Мордаунта, 2-го виконта Мордаунта (1658—1735), сына Джона Мордаунта, 1-го виконта Мордаунта (1626—1675) и Элизабет Кэри (дочери Томаса Кэри и внучки Роберта Кэри, 1-го графа Монмута), внука Джона Мордаунта, 1-го графа Петерборо. В 1675 году, после смерти отца, Чарльз Мордаунт унаследовал титул 2-го виконта Мордаунта. В 1697 году, после смерти своего дяди Генри Мордаунта, 2-го графа Петерборо, он стал 3-м графом Петерборо. В 1705 году, после смерти Мэри Говард, 7-й баронессы Мордаунт, своей кузины и единственной дочери 2-го графа Петерборо, Джон Мордаунт получил титул 8-го барона Мордаунта.
В 1701 году Чарльз Миддлтон, 2-й граф Миддлтон (1649—1719), приверженец династии Стюартов, получил от претендента на английский трон, Якова III Стюарта, якобитские титулы графа Монмута и виконта Клермонта в Пэрстве Англии.

## Графы Монмут, первая креация (1626)
- Роберт Кэри, 1-й граф Монмут  (около 1560 — 12 апреля 1639), сын Генри Кэри, 1-го барона Хансдона (1526—1596)
- Генри Кэри, 2-й граф Монмут  (15 января 1596 — 13 июня 1661), старший сын предыдущего.

## Графы Монмут, вторая креация (1689)
- См. Граф Петерборо